# Артемівський цукровий завод
Артемівський цукровий завод — підприємство харчової промисловості в Чутівському районі Полтавської області.

## Історія
Цукровий завод біля залізничної станції Скороходове в Полтавській губернії Російської імперії побудований у 1903-1905 рр. і почав роботу в 1905 році. В цей же час при споруджуваному заводі виникло робітниче селище.
Після закінчення громадянської війни завод був відновлений.
Під час Другої світової війни у зв'язку з наближенням лінії фронту обладнання Артемівського цукрового заводу було евакуйовано в село Сталінське Киргизької РСР. Селище Артемівка в 1941-1943 рр. перебувало під німецькою окупацією, тому підприємство постраждало, але надалі воно було відновлено. Після війни на базі заводу було створено Артемівський цукровий комбінат (в склад якого увійшли цукровий завод і забезпечував його сировиною великий бурякорадгосп ім. Артема).
У 1967 році виробничі потужності підприємства забезпечували можливість переробки 16 тис. центнерів цукрових буряків на добу.
В цілому, в радянський час цукровий комбінат входив в число провідних підприємств селища, на його балансі знаходилися житлові будинки та інші об'єкти соціальної інфраструктури.
Після проголошення незалежності України забезпечуючий підприємство цукровим буряком радгосп був розформований, і цукровий комбінат перейменований в Артемівський цукровий завод. Надалі, державне підприємство перетворено у відкрите акціонерне товариство.
Власником заводу став агропромисловий холдинг "Астарта-Київ".